# Ishikawa (Ishikawa)
Ishikawa (石川郡, Ishikawa-gun) is een district van de prefectuur Ishikawa in Japan.
Op 1 april 2009 had het district een geschatte bevolking van 50.043 inwoners en een bevolkingsdichtheid van 3690 inwoners per km². De totale oppervlakte bedraagt 13,56 km².

## Dorpen en gemeenten
- Nonoichi

## Geschiedenis
- Op 1 februari 2005 fuseerden de gemeenten Kawachi, Mikawa, Oguchi, Shiramine, Torigoe, Tsurugi en Yoshinodani met de stad Mattō tot de nieuwe stad Hakusan.

Steden:
Hakui · Hakusan · Kaga · Kahoku · Kanazawa (hoofdstad) · Komatsu · Nanao ·  Nomi · Suzu · Wajima

Districten:
Hakui · Hōsu · Ishikawa · Kahoku · Nomi · Kashima
Gemeenten per district